# 예브게니 지민
예브게니 블라디미로비치 지민(러시아어: Евге́ний Влади́мирович Зими́н, 1947년 8월 6일~2018년 12월 28일)은 소련, 러시아의 아이스하키 선수, 지도자이다. 현역 시절 포지션은 라이트윙으로 소련 하키 리그의 스파르타크 모스크바에서 대부분의 선수 생활을 보냈다. 
국제 대회에 소련 대표팀의 일원으로 활동하여 1968년과 1972년 동계 올림픽에서 금메달을 획득했다. 은퇴 후에는 아이스하키 지도자로 활동했으며 1992년부터 2012년까지 내셔널 하키 리그(NHL)의 필라델피아 플라이어스의 스카우터로 일했다.